# Fleurs de sang
Fleurs de sang és una pel·lícula franco-suïssa d'Alain Tanner i Myriam Mézières estrenada el 2002.

## Argument
La Pam, una noia de 14 anys, acaba de matar el seu amant Clemente, un fotògraf molt més gran que ella, quan aquest li proposa que se separin.
Quan tenia 9 anys Pam acompanyava la seva mare Lily, una pianista que actuava als cabarets i que vivia a un hotel; fins i tot li fa de mànager tot i la diferència d'edat. Però en prendre-li la custòdia ha d'anar durant quatre anys a un centre per a fills d'artistes, la qual cosa va suposar per ambdues un descens als seus propis inferns.

## Repartiment
- Myriam Mézières : Lily
- Bruno Todeschini : Clemente
- Louise Szpindel : Pam (14 anys)
- Tess Barthes : Pam (9 anys)
- Anne Fassio : Elsa
- Mohamed Fellag : Ali
- Luis Rego : El director del festival Erotico
- Diego Pelaez : Luis Varona

## Crítiques
Les Inrocks considera que aquesta pel·lícula és per a Myriam Mézières una introspecció-exposició, nodrida d'elements autobiogràfics, i que és exhibicionista, patètica, i acaba arribant a una certa nuesa emocional.